# Łęki Duże
Łęki Duże (pronunciación en polaco: /ˈwɛŋkʲi ˈduʐɛ/) es un pueblo en el distrito administrativo de Gmina Lututów, dentro del condado de Wieruszów, voivodato de Łódź, en el centro de Polonia. Se encuentra a unos 4 kilómetros al sur de Lututów, 22 kilómetros al este de Wieruszów, y 86 kilómetros suroeste de la capital regional Łódź.
El pueblo tiene una población de 190 habitantes.